# Bernhard Jägermann
Bernhard Jägermann (* 4. Januar 1896 in Burgsteinfurt; † 27. Februar 1967) war ein nordrhein-westfälischer Landes- und Kommunalpolitiker der CDU.

## Leben und Wirken
Jägermann war selbstständiger Landwirt und zeitweise Ortsbauernvorsteher. Zu Beginn des Zweiten Weltkrieges leistete er Militärdienst im Sanitätswesen. Anfang 1940 wurde er als unabkömmlich aus dem Militär wieder entlassen. Wegen verschiedener Angriffe auf die NSDAP saß Jägermann 1942 zeitweise in Haft und wurde verschiedentlich unter anderem vor dem Sondergericht in Bielefeld angeklagt.

## Politik
Hatte Jägermann vor 1945 keiner Partei angehört, schloss er sich nun der CDU an. Für die Partei war er 1946 Mitglied des ernannten Stadtrates von Burgsteinfurt und des Provinzialrates für Westfalen. Außerdem gehörte Jägermann 1946 und 1947 dem 1. und 2. ernannten Landtag von Nordrhein-Westfalen an. In der ersten regulären Wahlperiode war er bis zum 17. Juni 1950 direkt gewählter Abgeordneter für den Wahlkreis 81 Steinfurt-Süd. Sein Nachfolger im Wahlkreis 81 wurde Clemens Horstmann.